# Saturday Night Live (episodio 711)
Saturday Night Live emitió su episodio número 711 el 10 de diciembre de 2011 con Katy Perry como anfitriona y a Robyn como invitada musical. Además, aparecieron Val Kilmer y Matt Damon en el "SNL Digital Short", Alec Baldwin apareció en "Weekend Update" y Darrell Hammond apareció en el "Cold Open".

## Elenco

### Elenco Principal
- Fred Armisen
- Abby Elliot
- Bill Hader
- Seth Meyers
- Bobby Moynihan
- Nasim Pedrad
- Andy Samberg
- Jason Sudeikis
- Kenan Thompson
- Kristen Wiig

### "Featured Players"
- Vanessa Bayer
- Paul Brittain
- Taran Killam
- Jay Pharoah

## Resumen

### Cold Open: On The Record
El programa empieza con una parodia del programa "On The Record", en la cual Kristen Wiig hace una imitación de Greta Van Susteren y tiene a tres invitados para hablar de un debate presidencial: Newt Gingrich (Bobby Moynihan), Rick Santorum (Andy Samberg) y Donald Trump (una aparición de Darrell Hammond).

### Monólogo
Katy Perry entra al escenario y empieza a hablar de sus extravagantes atuendos. Luego, aparecen Janet Frankel (Kristen Wiig), vestida como Katy Perry en el video de "California Gurls"; Kathy-Beth Kerry (Andy Samberg), vestida como ella en el video de "Last Friday Night" y Tom (Bill Hader), un hombre inspirado en la canción "Firework". Los tres tratan de besar a Katy Perry en referencia a su canción de "I Kissed a Girl", pero ella los rechaza. Al final del monólogo, Perry y Janet Frankel cantan una versión a capela de "Teenage Dream".

### Show: J-Pop America Fun Time Now!
Esta es otra versión del sketch previamente hecho el 15 de octubre en el episodio de Anna Faris y Drake. Taran Killam y Vanessa Bayer hacen de dos estudiantes obsesionados con la cultura japonesa y reciben a una admiradora de "Hello Kitty" (Katy Perry). En el sketch, Jason Sudeikis hace del profesor de los estudiantes y Fred Armisen actúa de la novia del personaje de Taran Killam.

### Comercial: The Apocalypse
Un comercial que parodia la película "Año Nuevo". En este aparecen Christina Aguilera (Katy Perry), Penny Marshall (Fred Armisen), Tony Sirico (Fred Armisen), Osama Bin Laden (Paul Brittain), Kirsten Dunst (Abby Elliot), Alan Alda (Bill Hader), Ashton Kutcher (Taran Killam), Rico Rodríguez (Bobby Moynihan), Cuba Gooding Jr. (Jay Pharoah), Philip Seymour Hoffman (Jason Sudeikis), Al Roker (Kenan Thompson), Drew Barrymore (Kristen Wiig), Kim Cattrall (Kristen Wiig) y Seth Meyers (que actúa de él mismo ya que él es parte del elenco de "Año Nuevo").

### Show: Kalle
Kristen Wiig actúa de Kalle Jakkolla, la anfitriona de un show llamado "Kalle" que cuenta con un gran equipo de investigación. Katy Perry es invitada al programa y con todas las cosas que dice muestran un clip.

### SNL Digital Short: Best Friends
Andy Samberg y Katy Perry son dos mejores amigos que cantan acerca de las fiestas y se hacen amigos de un vagabundo (aparición de Matt Damon)y de un científico (aparición de Val Kilmer) que luego trae con una máquina del tiempo a Marilyn Monroe (Nasim Pedrad), a Amelia Earhart (Vanessa Bayer), a un cavernícola y a Abraham Lincoln.

### Comercial: Doggie Duty
Un comercial de un CD para una película llamada "Doggie Duty". Donde Katy Perry hace de Florence Welch (de Florence + The Machine) y canta una parodia de "Dog Days are Over", Fred Armisen hace una imitación de Randy Newman, Bill Hader actúa de Clint Eastwood, Andy Samberg y Jason Sudeikis hacen de Chris Barron y Meat Loaf , respectivamente, y Kristen Wiig actúa de Gwen Stefani y canta una parodia de "Don't Speak".

### Música: Robyn
Robyn canta "Call Your Girlfriend" de su séptimo álbum llamado "Body Talk".

### Weekend Update
En Weekend Update, aparece Rebecca LaRue (Kristen Wiig), Stefon (Bill Hader) y el Capitán Steve Rogers (una aparición de Alec Baldwin). Este último fue para parodiar el escándalo de Alec Baldwin con American Airlines.

### Sketch: One Magical Night
- Datos: Q5483492